# Río Engaño
Pour les articles homonymes, voir Río Tigre.

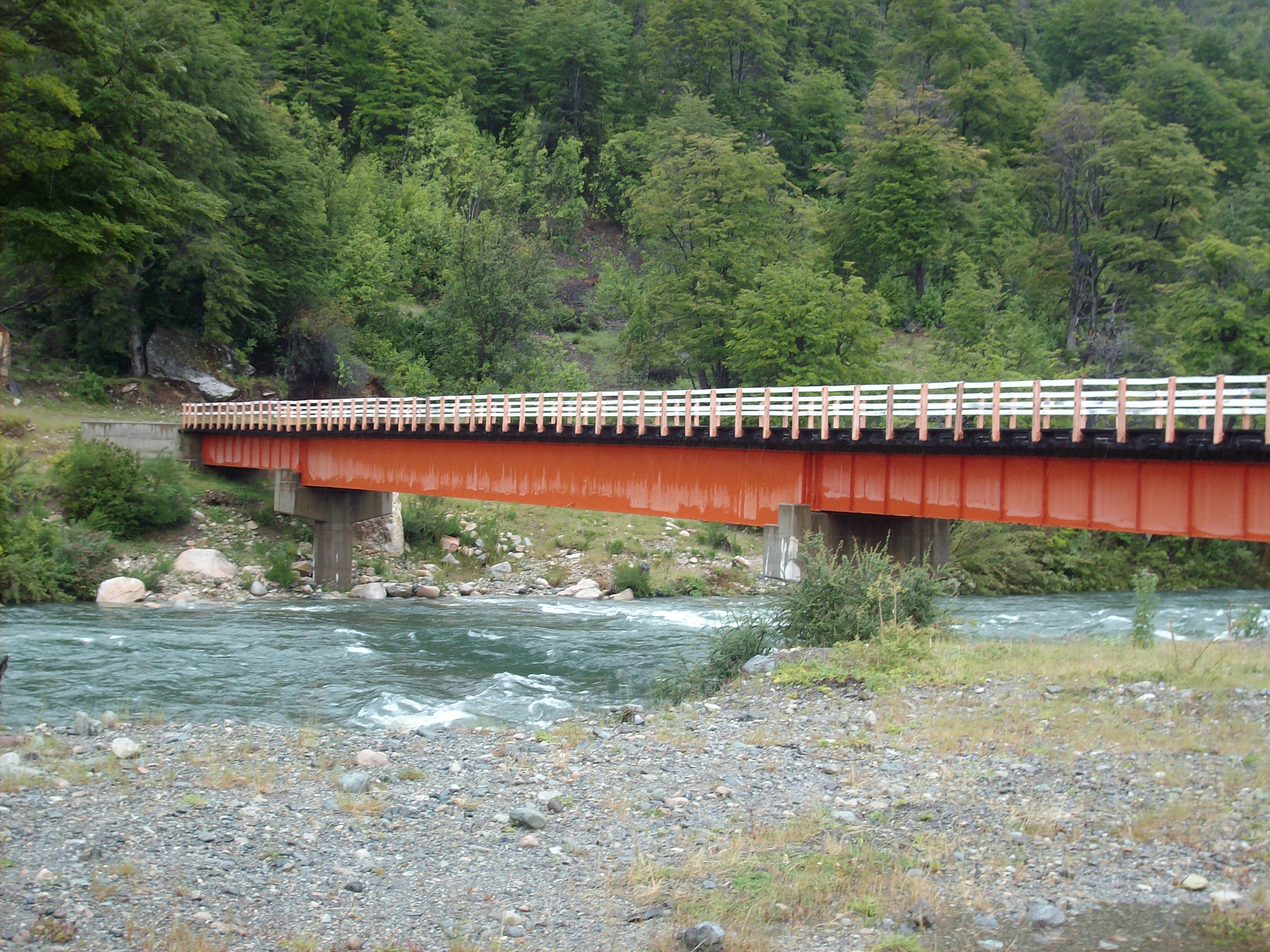

Le Río Engaño (qui signifie en français Tromperie) ou Río Tigre, est une rivière de Patagonie qui parcourt les territoires de l'Argentine (province du Chubut) et du Chili (XIe région d'Aisen). Dans ce dernier pays, il porte le nom de Río Tigre. C'est un affluent en rive gauche du río Carrenleufú ou río Palena

## Géographie
Le río Engaño naît en Argentine au nord du lac General Vintter, de la confluence de plusieurs cours d'eau petits mais abondants, émissaires de plusieurs petits lacs situés à plus ou moins 1000 mètres d'altitude, et que l'on regroupe sous l'appellation générale de Lagunas del Río Engaño. 

Parmi ces plans d'eau, les petits lacs Berta supérieur et Berta inférieur situés à l'ouest drainent les eaux du Cerro Llano (1 776 mètres), tandis qu'au nord-est, la lagune Cóndor reçoit celles du Cerro Cóndor (2 011 mètres). 
Une fois constitué, le río Engaño se dirige vers le nord-ouest. 

Peu après il reçoit de droite l'abondant arroyo Las Horquetas, après quoi, il vire en direction de l'ouest. Trois kilomètres plus loin, il reçoit de gauche les eaux du Valle Hondo, puis également de gauche l'arroyo Patria, émissaire de la laguna Virgen. 

Il adopte alors la direction du nord et franchit bientôt la frontière chilienne. Il se jette dans le río Palena (ex-Carrenleufú) aux abords de la localité de Palena.
La partie argentine du bassin, située sur le territoire du département de Languiñeo, a une superficie de 320 km2 . Les précipitations annuelles moyennes s'y élèvent à 1500-2000 millimètres, ce qui est abondant. En territoire chilien, elles sont plus importantes encore. 
Il n'y a aucune localité dans son bassin lequel est quasi inhabité.

## Les lacs
Dans le bassin argentin, parmi les Lagunas del Río Engaño, on doit citer :
- le lac Berta supérieur et le lac Berta inférieur situés à l'ouest
- le lac Engaño situé plus à l'est
- la lagune Cóndor (nord-est)
- le lac Falso Engaño